# Forum parlementaire de la Communauté de développement d'Afrique australe
Le Forum parlementaire de la Communauté de développement d'Afrique australe (FPCDAA) est un organe parlementaire non officiel, car non institutionnalisé par le traité, de la Communauté de développement d'Afrique australe (CDAA).

## Développement
Le FPCDAA pousse pour devenir un parlement régional similaire au modèle du Parlement européen. 

## Sources